# Вагонетка
Вагоне́тка — открытый вагон малой вместимости (0,5—6 м3), предназначенный для перевозки грузов, который перемещается по узкоколейным железнодорожным путям (по территории предприятий, в частности, на шахтах и рудниках).
Вагонетки используются для перевозки грузов (а иногда и людей) на небольшие расстояния.
По назначению вагонетки подразделяют на грузовые, пассажирские и специальные. Грузовая вагонетка состоит из кузова, рамы, буферов и прицепных приспособлений. Различают следующие основные виды грузовых вагонеток:
- с глухим неопрокидывающимся или опрокидывающимся кузовом;
- с откидывающимся дном;
- с откидывающимся бортом.
- с плоским дном в виде платформы.

Наиболее распространены грузовые вагонетки с глухим неопрокидывающимся кузовом объёмом до 4,2 кубометров — для угля, и до 9,5 кубометров — для руды. В цветной металлургии и при геологоразведочных работах используют вагонетки объёмом 0,35—1 кубометров с глухим опрокидывающимся кузовом. Разгрузка такой вагонетки возможна в любом пункте трассы. Вагонетки с откидывающимся дном используют при шахтном строительстве и при реконструкции угольных предприятий, а также для транспортирования угля и породы по подземным выработкам (вагонетки объёмом 3,3—5,6 кубометров) и на промышленных площадках (вагонетки объёмом 1,5—2,5 кубометров). Вагонетки с откидывающимся бортом вместимостью 1,6; 2,5; 4,0 {\displaystyle {\text{м}}^{3}} используют на действующих шахтах для транспортирования руды и породы по подземным выработкам. Пассажирские вагонетки используют для перевозки людей по горизонтальным или наклонным подземным горным выработкам. Специальные вагонетки используют в противопожарных подземных поездах, для перевозки вспомогательных материалов и оборудования, в том числе контейнерных грузов и др.

## Коэффициент устойчивости вагонеток
Коэффициент устойчивости вагонеток (К.у.в.) характеризует устойчивость вагонеток против опрокидывания. К.у.в. равен отношению восстанавливающего момента, приложенного к вагонетке {\displaystyle (M_{B})}, к моменту опрокидывания {\displaystyle (M_{O})}:
{\displaystyle K_{y}={\frac {M_{B}}{M_{O}}}}
Устойчивость, которая должна быть обеспечена как в продольном, так и в поперечном направлении, обеспечивается в том случае, если линия действия результирующей всех сил, действующих на вагонетку, проходит внутри контура, созданного соединением между собой точек касания колёс с рельсами. Опасность потери устойчивости возникает при движении вагонетки на поворотных участках траектории (чем меньше радиус поворота, тем больше вероятность потери устойчивости), на участках со значительным уклоном и наклоном пути, при неравномерной односторонней загрузке вагонетки, а также при резкой её остановке. Коэффициент продольной и поперечной устойчивости должен иметь значения не менее 1,5.